# ビクトル・トロイツキ
ビクトル・トロイツキ（Viktor Troicki, セルビア語: Виктор Троицки, セルビア語発音: [vîktɔr trɔǐʦkiː]  ,1986年2月10日 - ）は、セルビア・ベオグラード出身の男子プロテニス選手。これまでにATPツアーでシングルス3勝、ダブルス2勝を挙げている。自己最高ランキングはシングルス12位、ダブルス49位。身長193cm、体重85kg。右利き、バックハンド・ストロークは両手打ち。「トロイキ」の表記揺れも多く見られる。
2010年の男子テニス国別対抗戦・デビスカップでデビスカップセルビア代表として優勝、2020年ATPカップでもセルビア代表として優勝に貢献。

## 選手経歴

### ジュニア時代
トロイツキは父親がロシア移民の家系である弁護士、母親は経済学者という家庭に生まれ、5歳からテニスを始めた。ジュニア時代、2004年ウィンブルドン選手権ジュニア男子ダブルス部門でロビン・ハーセと組んだ準優勝がある。

### 2006年 プロ転向
2006年にプロ入り。ツアー下部大会で順調に世界ランクを上げていった彼は、同年10月のジャパン・オープン・テニス選手権でATPツアー大会にデビューした。予選を勝ち抜いて本戦出場権を獲得すると、1回戦でフェルナンド・ビセンテをフルセットで破り、2回戦で第1シードのロジャー・フェデラーに6-7, 6-7のスコアで惜敗した。

### 2007年
翌2007年は前年に引き続き下部大会を回ったが、ツアー出場4戦目となったクロアチア・オープン大会において躍進を見せる。この大会においても予選から本戦出場を果たし、本戦2回戦で大会第1シード世界ランキング3位の同じセルビアのノバク・ジョコビッチを2-6, 6-4, 7-5のフルセットで下して勢いに乗る。続く3回戦もストレートで勝利し、アンドレイ・パベルとの準決勝まで駒を進めた。

### 2008年 ツアー初の決勝進出
全豪オープンで4大大会初出場を果たし、2月には男子国別対抗戦デビスカップセルビア代表に初選出される。4月にはツアー下部大会のバミューダチャレンジャー決勝で錦織圭と対戦し、6-2, 5-7, 6-7のスコアで敗れた。全仏オープンではダブルスで好成績を収め、同じセルビアの先輩選手ヤンコ・ティプサレビッチとのペアでベスト8に進出している。8月にはシティ・オープンにおいて1回戦で世界9位のアンディ・ロディックを倒した上、自身初のツアーシングルス決勝に進出し、フアン・マルティン・デル・ポトロに3-6, 3-6のスコアで敗れた。

### 2009年 マスターズベスト4
トロイツキは2009年にさらなる躍進を見せ、全豪オープン2回戦・全仏オープン2回戦進出を経て、ウィンブルドンで初めて第30シードに選ばれた。ウィンブルドンの3回戦では、第3シードのアンディ・マリーに2-6, 3-6, 4-6のストレートで敗れた。

### 2010年 デビス杯初優勝 ツアー初優勝
2010年はジャパン・オープン・テニス選手権準決勝で世界ランク1位のラファエル・ナダルに、マッチポイントを取りながら6-7, 6-4, 6-7で惜敗した。10月のクレムリン・カップでは決勝でマルコス・バグダティスに3–6 6–4, 6–3で勝利してシングルスツアー初優勝を果たした。12月にベオグラードで開催されたフランスとのデビスカップ決勝では、ネナド・ジモニッチと組んだダブルスでアルノー・クレマン/ミカエル・ロドラ組に6-3, 7-6, 4-6, 5-7, 4-6の逆転負けを喫したが、2勝2敗で迎えた最終試合でトロイツキはロドラを6-2, 6-2, 6-3で破り、セルビアは悲願の初優勝を果たした。

### 2011年 マスターズベスト8

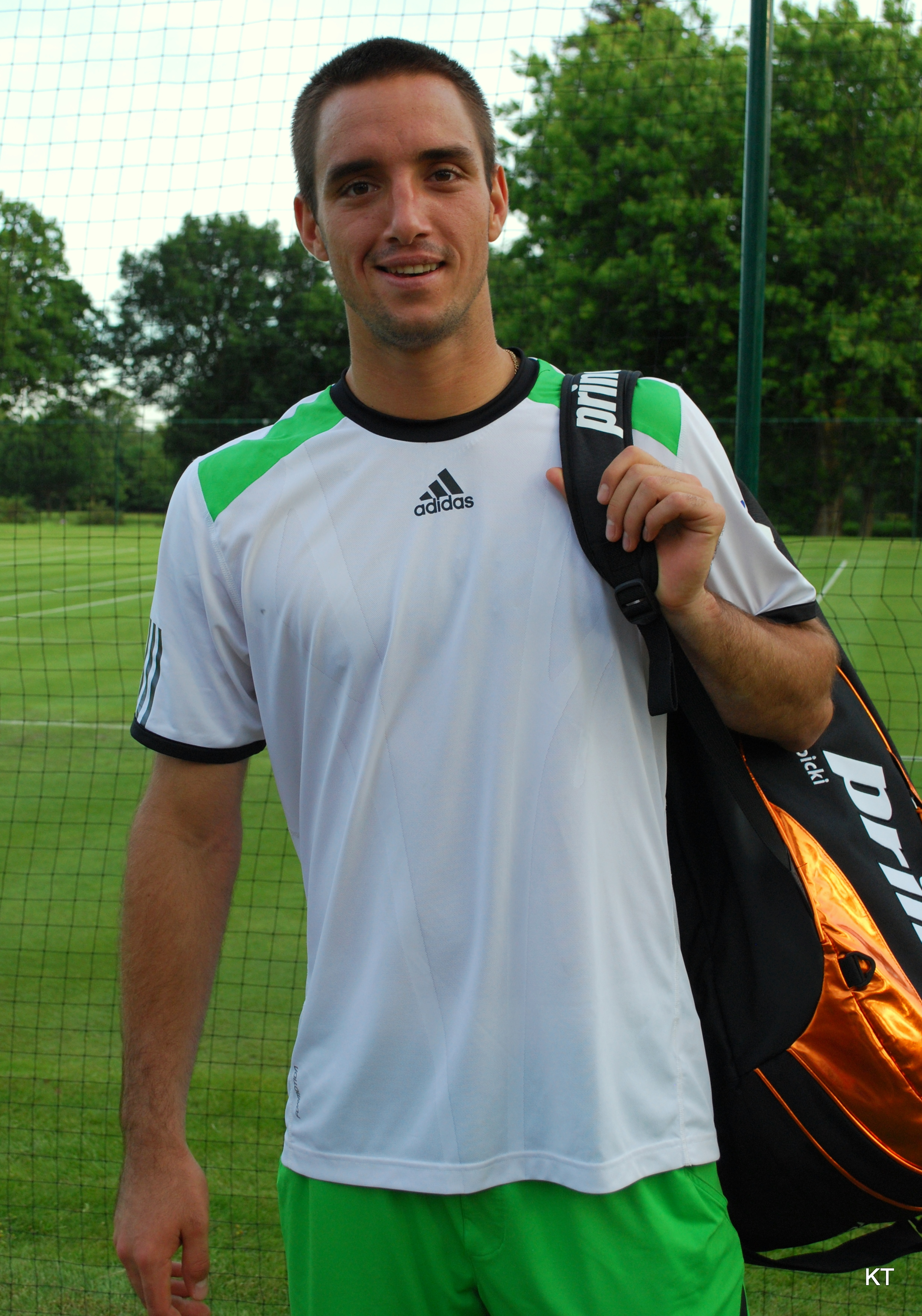
（2011年）

2011年全豪オープンでは、同じセルビアのノバク・ジョコビッチとの3回戦を途中棄権したが、全仏オープンでは、3回戦でアレクサンドル・ドルゴポロフに6-4, 3-6, 6-3, 6-4で勝利して4大大会初の4回戦に進出した。4回戦はアンディ・マリーに6-4, 6-4, 3-6, 2-6, 5-7の逆転で敗れた。全仏オープン後のランキングで自己最高の12位を記録している。10月のクレムリン・カップでは2年連続で決勝に進出したが、決勝で同じセルビアの親友ヤンコ・ティプサレビッチに4–6, 2–6で敗れ大会連覇を逃した。

### 2012年 オリンピック初出場
2012年のロンドン五輪でオリンピックに初出場した。シングルス1回戦でスペインのニコラス・アルマグロに4-6, 6-7(7)で敗れた。

### 2013年 離脱
2013年7月に4月のモンテカルロ・マスターズで血液検査に応じなかったとして1年半の出場停止処分を受けた。トロイツキは血液検査は不要と説明されたと訴えており、スポーツ仲裁裁判所に異議を申し立てたが、6カ月短縮に
留まり1年間の出場停止となった。

### 2014年 復帰
2014年7月のスイス・オープン・グシュタードからツアーに復帰した。一時は847位まで落ちたが、チャレンジャーツアー2勝などにより年間最終ランキングでは102位まで戻した。

### 2015年 ツアー2勝目
2015年、年始のシドニー国際では予選から勝ち上がり決勝でミハイル・ククシキンを6–2, 6–3で破りATPツアーシングルス2勝目を挙げた。メルセデス・カップではマリン・チリッチらを下して決勝に進出したが、決勝ではナダルに敗れた。9月の深圳オープンでは2回戦で世界ランキング5位のダビド・フェレールを6–3, 6–4で倒した。トップ20に入ることもあったように復調を見せた。

### 2016年 ツアー3勝目
2016年はディフェンディング・チャンピオンとして臨んだシドニー国際でグリゴール・ディミトロフを2-6, 6-1, 7-6(7)で破り連覇達成。ウィンブルドン選手権2回戦のアルベルト・ラモス ビノラス戦では審判に激怒した。

### 2017年 ツアーダブルス2勝目
2017年、ソフィア・オープンではシングルスでベスト8、ネナド・ジモニッチと組んだダブルスで優勝した。イスタンブール・オープンではシングルスでベスト4、上海マスターズでベスト8入りした。デビスカップ準々決勝の対スペイン、パブロ・カレーニョ・ブスタ戦で自己最速となる233 km/hのサーブを記録した。

### 2018年 ランキング下降
2018年は早期敗退が続き、予選も勝ち抜けず、年間最終ランキングは205位まで急落した。

### 2019年
2019年全豪オープンは予選を勝ち抜き、2回戦でステファノス・シチパスに敗れた。チャレンジャーツアーのサービトン・トロフィーでは決勝に進出したが、ダニエル・エバンスに敗れた。

### 2020年 ATP杯初優勝
年始に新設されたATPカップではセルビア代表として出場して、優勝に貢献した。

### 2021年 引退
2021年を最後に現役を引退した。

## ATPツアー決勝進出結果

### シングルス: 9回 (3勝6敗)
| 大会グレード                            |
| グランドスラム (0-0)                    |
| ATPワールドツアー・ファイナル (0-0)     |
| ATPワールドツアー・マスターズ1000 (0-0) |
| ATPワールドツアー・500シリーズ (0-0)    |
| ATPワールドツアー・250シリーズ (3–6)    |

| サーフェス別タイトル |
| ハード (3–5)         |
| クレー (0-0)         |
| 芝 (0-1)             |
| カーペット (0-0)     |

| サーフェス別タイトル |
| 屋外 (2-3)           |
| 室内 (1-3)           |

| 結果   | No. | 決勝日         | 大会               | サーフェス    | 対戦相手                         | スコア           |
| ------ | --- | -------------- | ------------------ | ------------- | -------------------------------- | ---------------- |
| 準優勝 | 1.  | 2008年8月17日  | ワシントンD.C.     | ハード        | フアン・マルティン・デル・ポトロ | 3–6, 3–6         |
| 準優勝 | 2.  | 2009年10月4日  | バンコク           | ハード (室内) | ジル・シモン                     | 5–7, 3–6         |
| 優勝   | 1.  | 2010年10月24日 | モスクワ           | ハード (室内) | マルコス・バグダティス           | 3–6, 6–4, 6–3    |
| 準優勝 | 3.  | 2011年1月15日  | シドニー           | ハード        | ジル・シモン                     | 5–7, 6–7(4)      |
| 準優勝 | 4.  | 2011年10月23日 | モスクワ           | ハード (室内) | ヤンコ・ティプサレビッチ         | 4–6, 2–6         |
| 優勝   | 2.  | 2015年1月17日  | シドニー           | ハード        | ミハイル・ククシキン             | 6–2, 6–3         |
| 準優勝 | 5.  | 2015年6月14日  | シュトゥットガルト | 芝            | ラファエル・ナダル               | 6–7(3), 3–6      |
| 優勝   | 3.  | 2016年1月16日  | シドニー           | ハード        | グリゴール・ディミトロフ         | 2-6, 6-1, 7-6(7) |
| 準優勝 | 6.  | 2016年2月7日   | ソフィア           | ハード (室内) | ロベルト・バウティスタ・アグート | 3-6, 4-6         |

### ダブルス: 4回 (2勝2敗)
| 結果   | No. | 決勝日         | 大会     | サーフェス    | パートナー                 | 対戦相手                                      | スコア      |
| ------ | --- | -------------- | -------- | ------------- | -------------------------- | --------------------------------------------- | ----------- |
| 優勝   | 1.  | 2010年10月3日  | バンコク | ハード (室内) | クリストファー・カス       | ジョナサン・エルリック ユルゲン・メルツァー   | 6–4, 6–4    |
| 準優勝 | 1.  | 2010年10月24日 | モスクワ | ハード (室内) | ヤンコ・ティプサレビッチ   | イーゴリ・クニツィン ドミトリー・トゥルスノフ | 6–7(8), 3–6 |
| 優勝   | 2.  | 2017年2月12日  | ソフィア | ハード (室内) | ネナド・ジモニッチ         | ミハイル・エルギン アンドレイ・クズネツォフ   | 4-6, 4-6    |
| 準優勝 | 2.  | 2018年1月13日  | シドニー | ハード        | ヤン＝レナルト・シュトルフ | ルカシュ・クボット マルセロ・メロ             | 3-6, 4-6    |

## シングルス成績
略語の説明
| W | F | SF | QF | #R | RR | Q# | LQ | A | Z# | PO | G | S | B | NMS | P | NH |

W=優勝, F=準優勝, SF=ベスト4, QF=ベスト8, #R=#回戦敗退, RR=ラウンドロビン敗退, Q#=予選#回戦敗退, LQ=予選敗退, A=大会不参加, Z#=デビスカップ/BJKカップ地域ゾーン, PO=デビスカップ/BJKカッププレーオフ, G=オリンピック金メダル, S=オリンピック銀メダル, B=オリンピック銅メダル, NMS=マスターズシリーズから降格, P=開催延期, NH=開催なし.
| 大会           | 2006 | 2007 | 2008 | 2009 | 2010 | 2011 | 2012 | 2013 | 2014 | 2015 | 2016 | 2017 | 2018 | 2019 | 通算成績 |
| -------------- | ---- | ---- | ---- | ---- | ---- | ---- | ---- | ---- | ---- | ---- | ---- | ---- | ---- | ---- | -------- |
| 全豪オープン   | A    | LQ   | 1R   | 2R   | 2R   | 3R   | 2R   | 1R   | A    | 3R   | 3R   | 3R   | 2R   | 2R   | 13–11    |
| 全仏オープン   | LQ   | LQ   | 1R   | 2R   | 3R   | 4R   | 2R   | 4R   | A    | 2R   | 4R   | 2R   | A    |      | 15–9     |
| ウィンブルドン | LQ   | A    | 2R   | 3R   | 2R   | 2R   | 4R   | 3R   | A    | 4R   | 2R   | 1R   | A    |      | 14–9     |
| 全米オープン   | LQ   | LQ   | 3R   | 2R   | 1R   | 1R   | 1R   | A    | A    | 3R   | 2R   | 3R   | 1R   |      | 8–9      |

### 大会最高成績
| 大会                 | 成績 | 年         |
| -------------------- | ---- | ---------- |
| ATPファイナルズ      | A    | 出場なし   |
| インディアンウェルズ | QF   | 2011, 2017 |
| マイアミ             | 2R   | 2016       |
| モンテカルロ         | SF   | 2009       |
| マドリード           | SF   | 2010       |
| ローマ               | QF   | 2016       |
| カナダ               | 2R   | 2012, 2016 |
| シンシナティ         | QF   | 2012       |
| 上海                 | 2R   | 2011       |
| パリ                 | 1R   | 2008, 2015 |
| オリンピック         | 1R   | 2012, 2016 |
| デビスカップ         | W    | 2010       |
| ATPカップ            | W    | 2020       |